# 絲棘櫛鰕虎
絲棘櫛鰕虎（学名：Ctenogobiops feroculus），又名絲棘櫛眼鰕虎魚，为鰕虎科櫛眼鰕虎魚屬下的一个种。

## 扩展阅读
- 維基物種上的相關：絲棘櫛鰕虎